# Císařský mlýn (Praha, Bubeneč)
Císařský mlýn je soubor nemovitostí v Praze 6 Praze-Bubenči, u přírodní památky Pecka vedle Královské obory, přístupný ulicemi Mlýnská a Za Císařským mlýnem. Od středověku zde býval mlýn na někdejším vltavském rameni, jehož pozůstatkem je Malá říčka. „Císařský“ v názvu poukazuje na dobu Rudolfa II., kdy byl honosně renesančně přestavěn.
Základem komplexu nemovitostí je úzká dvoupatrová budova orientovaná ve směru SZ-JV, další přilehlé i volně navazující objekty po několika přestavbách sloužily jako papírna. Areál Císařského mlýna byl v roce 1964 zapsán jako kulturní památka. Původním účelům od konce 19. století neslouží, po několika přestavbách a mnoha úpravách je využíván k reprezentačním, rezidenčním a obytným účelům. Sídlí zde velvyslanectví Gruzie, mezinárodní mateřská školka a luxusní hotel "Rezidence císařský mlýn".

## Historie
- Vodní mlýn je písemně zmíněn již k roku 1217 a opět v letech 1228–1395, kdy patřil k hospodářství kláštera svatojiřských benediktinek na Pražském hradě. Za husitských válek stály již dva mlýny, se vsí Předním Ovencem byly připojené k panství purkrabství Pražského hradu.

Během 15. a 16. století byl mlýn v nájmu různých měšťanských mlynářů z Malé Strany (Matěj Zoubek 1508-1512). V letech 1547-1561 mlýn vlastnil hejtman Pražského hradu a Litoměřického kraje Oldřich Dubanský z Duban, který k němu přistavěl obytný dům, hamr, dvě pily a pravděpodobně i brusírnu, založil v zahradě štěpnice a vinice až po stráně vrchu Baba. V roce 1569 mlýn s oveneckým dvorem koupil Václav Berka z Dubé za 2775 kop grošů českých a o dva roky později prodal Anně Špetlové z Janovic, rozené z Valdštejna. V roce 1584 areál odkoupila císařská komora císaře Rudolfa II., pro niž od roku 1585 pracovali architekti Antonio Valenti a Giovanni Gargiolli. Hlavní úzkou budovu s přízemnním traktem klenutých prostor, nesoucím v patrech na pilířích arkádu o 22 obloucích střídavě s edikulami, vystavěli v letech 1589–1590 Ulrico Aostalli de Sala a Giovanni Antonio Brocco. K ní patřily dochovaný pískovcový portál, obdélná vodní nádrž obložená rovněž pískovcem a později zahloubená jeskyně (grotta) s kupolovou klenbou a kašnou na vodu z roku 1604 postavené vodárny. Vstupní kamennou branou bosovanými pilastry a volutovým štítem v roce 1606 byl ohrazený areál uzavřen, její projekt vypracoval Giovanni Maria Filippi. Mlýn byl pobořen v roce 1611 za vpádu Pasovských vojsk, ale v letech 1612–1615 a ještě roku 1621 prošel nákladnou opravou.
- Brusírna drahých kamenů, kde pracovali brusiči a řezáči drahých kamenů a křišťálu tří generací rodiny Miseroniů, kteří měli mlýn v pronájmu, a Petr Hýbl. Po slavném Ottaviu Miseronim zde ve třicátých letech pracoval jeho syn Dionysio Miseroni a později jeho syn Eusebio. Brusírna s vodou poháněnými koly je zachycena na pozadí slavného portrétu rodiny Dionysia Miseroni od Karla Škréty. Glyptika: broušené nádoby, náčiní, desky, destičky a jiné polotovary pro inkrustace se odtud vozily na Pražský hrad k montáži v dílnách Miseroniů, Saracchiů a Giovanni Pandolfiniho.

Po smrti Rudolfa II. v roce 1612 brusírna ještě nějaký čas pracovala, zchátralé provozy dal roku 1653 opět rekonstruovat Dionysio Miseroni a po něm ji obnovil jeho syn Eusebio, když v roce 1679 objekt vyhořel. Doba třicetileté války (1618–1648) byla pro mlýn i jeho okolí nepříznivá. Obora ztratila statut občasného pobytu císařského dvora. Pokračoval jen mlýnský provoz, obytná a hospodářská stavení.
Na přelomu 17. a 18. století byl areál opraven a přestavěn. Roku 1742 zde byli ubytováni saští důstojníci s koňmi a po nich Francouzi, okupující Prahu. Po opravě z roku 1750 se mlýn vrátil původnímu účelu, v letech 1762-1783 jeho nájemce Václav Holeček postavil novou dvoupodlažní budovu, novou šalandu a adaptoval dosavadní objekty v ceně 13 887 zlatých.
- Královské obora pro veřejnost byla zpřístupněna roku 1804 rozhodnutím pražského purkrabí Jana Chotka. Dal Královskou oboru upravit jako anglický park a promenádu, dvěma branami se vstupovalo do sítě cest, s nově vysazenými stromy a keři, s jezírkem a můstky přes regulovaný potok. Majitele mlýna přinutil udržovat všechny budovy v čistotě a v letních měsících zpřístupnit veřejnosti také grottu.
- Barvírna bavlny a papírna V roce 1825 mlýn zakoupil podnikatel Anton Schalowetz/Šalovec (1777-1836) a zřídil zde bělidlo a barvírnu bavlny.[3] Dále dal přistavět papírnu, kterou později řídil jeho nejstarší syn Vilém (* 1816)[4]. V roce 1832 byl ve mlýně otevřen hostinec a veřejné lázně. Následná klasicistní přestavba areálu na obytný dům změnila dosavadní exteriér architektury. V roce 1848 koupil mlýn s továrnou Karel Bellmann za 108 tisíc zlatých a rozhodl se vést dál jen papírnu. Ostatní provozy byly ponechány dosavadním nájemcům anebo znovu pronajaty. Areál byl po roce 1884 úředně rozdělen na dvě části: mlýn (čp. 22) a papírnu (čp. 3). Vlastníkem mlýna byl August Lumbe a po něm jeho dědicové. Papírnu mezi léty 1900-1910 provozoval Raimund Kubík.[5]

Po roce 1890 byla zasypána mlýnská strouha. Hostinec zůstal. V roce 1921 byl areál rekonstruován, k menším opravám došlo i po druhé světové válce. V roce 1964 byl Císařský mlýn zapsán do seznamu nemovitých kulturních památek, ale až do sedmdesátých let budovy sloužily jako byty a kanceláře. Od poloviny osmdesátých let je využíval státní podnik Art Centrum, který potřeboval velkoobjemové depozitáře pro vývoz československých uměleckých děl do zahraničí. V letech 1989–2005 areál chátral, také vlivem povodně z roku 2002. V letech 2005–2009 došlo k dostavbě komplexu moderních rezidencí, které společně s budovou Velvyslanectví Gruzie zcela setřely historický ráz areálu.